# 장클로드 융커
장클로드 융커(룩셈부르크어: Jean-Claude Juncker, 문화어: 장 클로드 융케르, 1954년 12월 9일 ~ )은 룩셈부르크의 정치인이다.
룩셈부르크 서부 탄광 지대 출신이다. 프랑스 스트라스부르 대학교에서 법학을 전공했다. 기독사회인민당(룩셈부르크어, 독일어: CSV, 프랑스어: PCS)에 입당했으며, 1984년 국회의원에 당선되었다. 그 해 출범한 자크 상테르의 새 정부에서 노동부 장관으로 임명되었다. 1989년 재무부 장관으로 임명되었으며, 1990년 기독사회인민당 총재가 되었다. 활발한 대외 활동을 하여, 재무부 장관으로 재직하며 국제부흥개발은행(IBRD) 총재를 겸임했으며, 유럽 통합에 적극적으로 참여, 1992년 마스트리히트 조약 체결에 큰 역할을 하였다(조약 체결 당시 룩셈부르크는 유럽 이사회 의장국이었음).
1995년 자크 상테르 총리가 유럽 연합 집행위원회 위원장이 되면서 그 후임 총리로 지명되었으며, 2013년까지 재직하였다. 유럽 연합의 확대를 지지하며, 유로화 도입에도 적극적이다. 현재 유럽 연합 국가 정부 수반 중 가장 장기간 집권하고 있다. 재무부 장관직은 총리가 된 후로도 계속 겸임하였었다. 2005년 룩셈부르크 재무장관 자격으로 유로를 쓰는 유럽 연합 회원국을 대표하는 유로그룹 의장으로 취임하였다. 2014년 6월 28일 장클로드 융커는 유럽 연합 집행위원회의 위원장으로 지명되었다.

## 같이 보기
- 룩셈부르크의 총리 목록